# Proyección de Albers

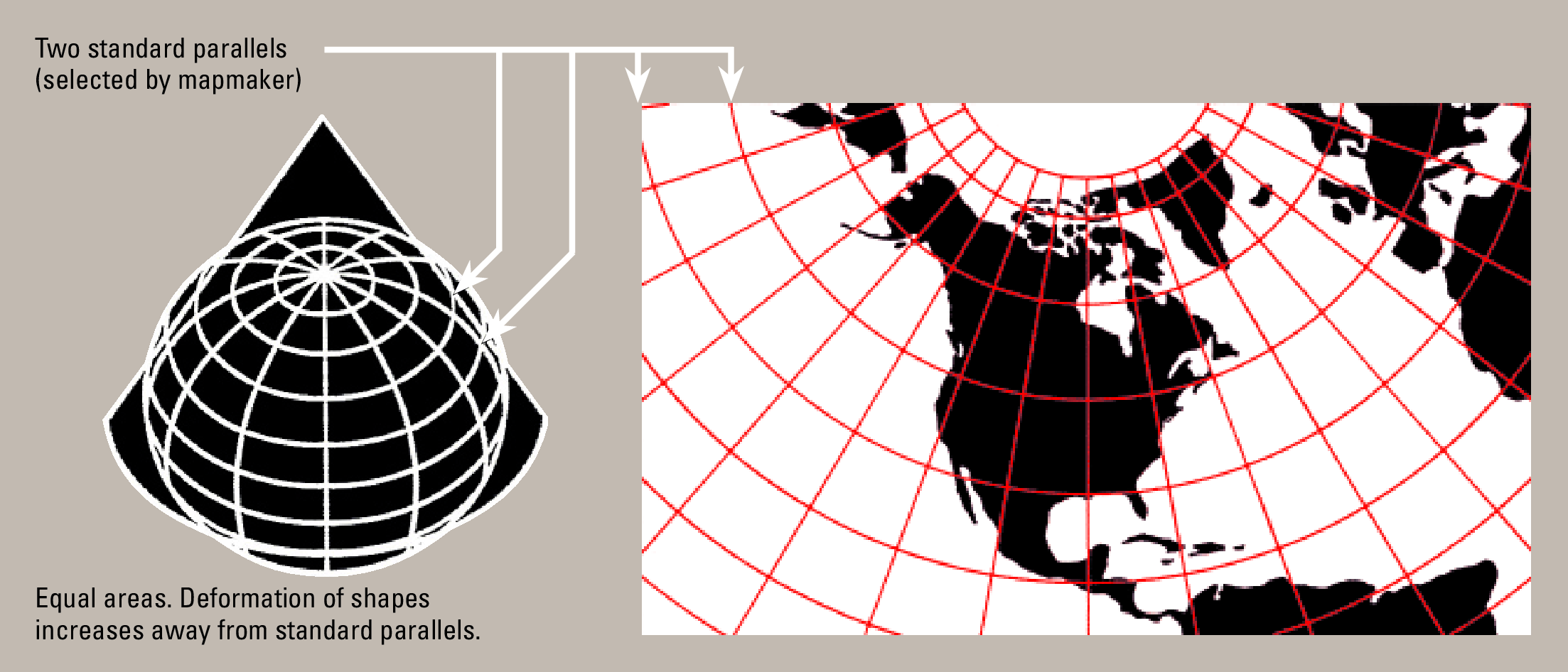
Una proyección de Albers muestra áreas con exactitud, pero distorsiona las formas.

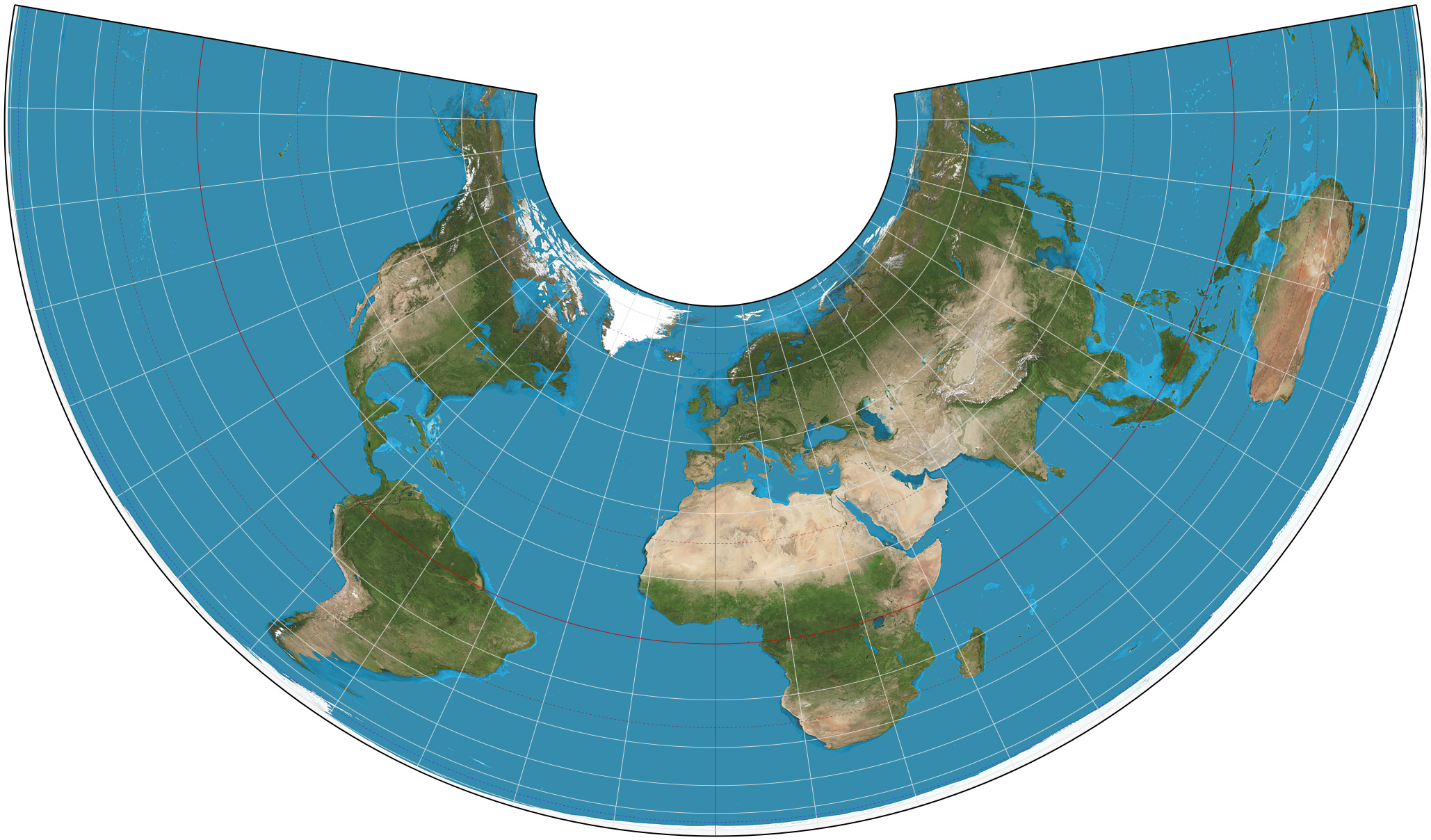
Una proyección de Albers del mundo con paralelos estándar 20°N y 50°N.

La proyección cónica equiáreas de Albers, o proyección de Albers (llamada así por Heinrich C. Albers, que la formuló en 1805), es una proyección cartográfica cónica equiárea que usa dos paralelos estándar.  Aunque la escala y la forma no se conservan, la distorsión es mínima entre los paralelos estándar.

## Características de la proyección
La proyección de Albers es una de las proyecciones estándar de British Columbia, y la única proyección estándar usada por el gobierno de Yukon. Es también usada por el United States Geological Survey y el United States Census Bureau.
Snyder (Section 14) describe las fórmulas que generan la proyección, así como sus características. Las coordenadas en un datum esférico pueden ser transformadas a coordenadas de la proyección cónica equiáreas de Albers con las siguientes fórmulas: donde λ es la longitud, λ0 la longitud referencia, φ la latitud, φ0 la referencia latitud y φ1 y φ2 los paralelos estándar:
{\displaystyle x=\rho \sin \theta }
{\displaystyle y=\rho _{0}-\rho \cos \theta }
donde:
{\displaystyle n={\tfrac {1}{2}}(\sin \varphi _{1}+\sin \varphi _{2})}
{\displaystyle \theta =n(\lambda -\lambda _{0})}
{\displaystyle C=\cos ^{2}\varphi _{1}+2n\sin \varphi _{1}}
{\displaystyle \rho ={\frac {\sqrt {C-2n\sin \varphi }}{n}}}
{\displaystyle \rho _{0}={\frac {\sqrt {C-2n\sin \varphi _{0}}}{n}}}